# Retiniphyllum pauciflorum
Retiniphyllum pauciflorum är en måreväxtart som beskrevs av Carl Sigismund Kunth och Kurt Krause. Retiniphyllum pauciflorum ingår i släktet Retiniphyllum och familjen måreväxter. Inga underarter finns listade i Catalogue of Life.